# NUDT15
NUDT15‏ (None) هوَ بروتين يُشَفر بواسطة جين NUDT15 في الإنسان.